# علي إسماعيل
علي إسماعيل (الخميس 28 ديسمبر 1922 - الأحد 16 يونيو 1974) ملحن مصري، تميز بالتأليف والتوزيع الموسيقي، له الكثير من الأعمال في الإذاعة والسينما والمسرح وفرقة رضا للفنون الشعبية. ووضع الموسيقي التصويرية لاكثر من 350 فيلما سينمائيا مصرياً. بالإضافة إلى العديد من الأغاني الوطنية والشقيق الأكبر لكلٍّ من أنور إسماعيل، فايق إسماعيل وجمال إسماعيل.

## بدايته
كان والده إسماعيل خليفة مدرساً للموسيقى في البداية وبعد ذلك قائداً لفرقة الموسيقي الملكية. وتدرج في التعليم حتى حصل علي إسماعيل على دبلوم مدرسة الصناعات البحرية من السويس وكان بحكم الموهبة والنشأة يتمتع باذن موسيقية حساسة ودرس الموسيقي الغربية على يد الأستاذ (برنتي) والتحق بالمعهد العالي للموسيقي المسرحية - قسم الآلات إلي جانب عمله كموسيقي مجند بالجيش.
كان على إسماعيل كان زميلاً للمطرب عبد الحليم حافظ في معهد الموسيقى الذي كان يسمى آنذاك «معهد فؤاد الأول»، وكانت الدفعة تشمل أسماء لمعت في عالم الموسيقى بعد ذلك مثل: كمال الطويل وأحمد فؤاد حسن وفايد كامل.

## زواجه
تزوج علي إسماعيل من نبيلة قنديل صاحبة الشخصية المركبة التي بدأت حياتها كمنولوجست ثم اتجهت بعد ذلك إلى عالم الشعر الغنائي وكان أشهر ما قدمته بعض الأغاني الوطنية مثل أغنية (فدائي) و (دع سمائي) في فترة الخمسينات التي واكبت الأحداث السياسية في ذلك الوقت.
أنجب علي إسماعيل إبنه سماها شجون علي إسماعيل والملحن الذي قام بتلحين اغانى حريه ولو بطلنا نحلم نموت والطول واللون والحرية لمحمد منير واغنية بتروح وترجع للطيفه وغيرهم مصطفى على إسماعيل وأيضا حسين على إسماعيل 

## المشوار الفني
عمل علي إسماعيل في فرقة محمد عبد الوهاب، كما أصبح رئيسا لفرقة الاختين رتيبة وانصاف رشدي وكان يعزف علي آلتي الساكسفون والكلارنيت في الملاهي الليلية في عدة فرق منها فرقة (ببا عزالدين) و (احسان عبده).

### في الإذاعة
شجعه محمد حسن الشجاعي الذي كان يشغل منصب مستشار الموسيقى في الإذاعة المصرية في ذلك الوقت، لأنه كان صديقا لوالده واشترك في برامج كثيرة مثل (صواريخ) مع المأمون أبوشوشة، كما سمح له الشجاعي بتكوين فرقة كاملة بالإذاعة ولحن غنائيات راقصة مثل أغاني (يامغرمين)، و (حبيبي في عنيه) لعبد الحليم حافظ.

### فرقة رضا
وعندما كون الاخوان رضا (علي رضا ومحمود رضا) فرقة رضا للفنون الشعبية كان علي إسماعيل هو رئيس الفرقة الموسيقية ومؤلف موسيقى كل الرقصات والتابلوهات الاستعراضية وطاف معهم أغلب دول العالم وهو أهم انجازاته الموسيقية ومنها: رنة الخلخال - المجنونة نين زين - رقصات صعيدية.

### فرقةالثلاثي المرح
وابتكر فكرة (فرقة الثلاثي المرح) فقدم لهم أغنياتهم الشهيرة (العتبة جزاز - يا أسمر ياسكر - مانتاش خيالي ياوله -وغيرها)

### في السينما
ووضع الموسيقي التصويرية لاكثر من 350 فيلما سينمائيا مصرياً.
كما لحن علي إسماعيل جميع الأغاني والموسيقي التصويرية لأفلام فرقة رضا وهي:(اجازة نصف السنة) و (غرام في الكرنك).
ووضع الموسيقي التصويرية لكثير من الأفلام المصرية وأهمها:
- (الأيدي الناعمة)
- (السفيرة عزيزة)
- (الحقيقة العارية)
- (معبودة الجماهير)
- فيلم (الأرض) حيث لحن أيضا (الأرض لو عطشانه نرويها بدمانا).

## الأغاني الوطنية
- كان علي إسماعيل قائد الأوركسترا في حفل قيام ثورة يوليو [2]
- أثناء العدوان الثلاثي على مصر عام 1956 لحن أغنيته الشهيرة (دع سمائي) التي غنتها المطربة فايدة كامل التي ألهبت المشاعر وقوت العزائم في هذه الفترة.
- وفي السبعينات بشر علي إسماعيل بالنصر والعبور في حرب أكتوبر 1973 عندما قدم أغنيات (رايات النصر) للمجموعة وأغنية رايحين شايلين في ايدنا سلاح ولحن لشريفة فاضل (أم البطل)

وقاد الفرقة الموسيقية للأغاني الوطنية الرائعة لعبد الحليم حافظ وكمال الطويل في أعياد الثورة مثل (المسئولية، صورة، مطالب شعب)
- لحن علي إسماعيل النشيد الوطني الفلسطيني: نشيد «فدائي» الذي كان مستخدما منذ عام 1972.

## علي إسماعيل وفن المونولوج
قدم الكثير من المونولوجات الغنائية لكل نجوم فن المونولوج في ذلك الوقت وأبرزهم: محمود شكوكو وسعاد وجدي وسعاد أحمد وثريا حلمي أشهر مونولوجاتها مثل: (عيب اعمل معروف) ولحن أغاني الأفراح لعايدة الشاعر مثل (كايدة العزال) و (الطشت قاللي) و (ليمونة).

## تميز علي إسماعيل
ابتكر علي إسماعيل لونا جديدا كان غير متعارف عليه في مصر في ذلك الوقت، ألا وهو أدخال الهارموني في الأغنية المصرية وساعده الموسيقار كمال الطويل بحكم وظيفته في الإذاعة وانتج علي إسماعيل مونولوج (قلبي طرب) لزميلته وزوجته سعاد وجدي التي عرفناها باسم الشاعرة نبيلة قنديل! ولحن علي إسماعيل لشادية في فيلم (بنت الشاطيء) و (لواحظ)
تميز علي إسماعيل في العزف علي الآلات النحاسية التي اتقنها من والده الذي كان قائداً لفرقة الموسيقي الملكية، كما برع في التأليف والتوزيع الموسيقي وكان له دوره المؤثر في نجاح فرقة رضا للفنون الشعبية التي مثلت مصر في عدد من المهرجانات والمسابقات الدولية، حيث قدم الموسيقي التصويرية لاكثر من 350 فيلما سينمائيا مصرياً.

## الجوائز والتكريم
حصل علي إسماعيل على جوائز عديدة أهمها جائزة من الملك حسين ملك الأردن.

## وفاته
في الأحد 16 يونيو 1974 توفي علي إسماعيل أثناء إجراء بروفة مسرحية كبارية وكرمه الرئيس أنور السادات بافتتاح متحف في منزله يوم 13 يونيو 1975

## هوامش
1. 1 2  "راديو وتليفزيون - جريدة الأخبار". مؤرشف من الأصل في 2009-01-30.
2. 1 2 3  شجون على اسماعيل : حق والدى في إيقاف عرض مسلسل العندليب [وصلة مكسورة] نسخة محفوظة 04 أبريل 2013 على موقع واي باك مشين. [وصلة مكسورة] نسخة محفوظة 04 أبريل 2013 على موقع واي باك مشين.

## روابط خارجية
- علي إسماعيل على موقع IMDb (الإنجليزية)
- علي إسماعيل على موقع قاعدة بيانات الأفلام العربية
- علي إسماعيل على موقع كينوبويسك (الروسية)